# Parábolas de Jesus

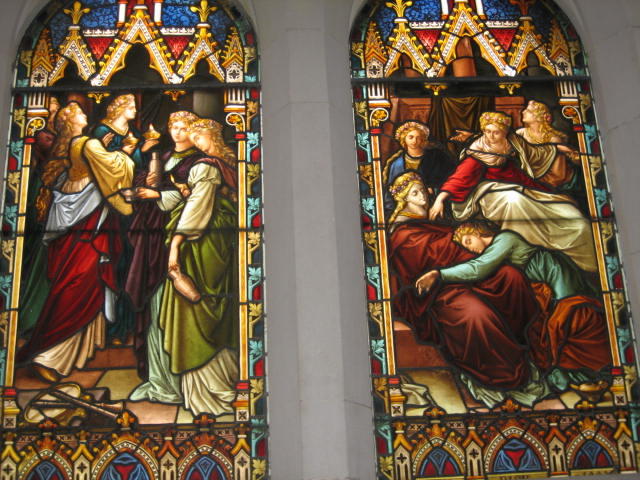
A representação da Parábola das Dez Virgens em um vitral na Scots' Church, Melbourne

As Parábolas de Jesus são narrativas breves, dotadas de um conteúdo alegórico, utilizadas nas pregações e sermões de Jesus com a finalidade de transmitirem ensinamento.
Quanto à sua definição exata, a parábola pode ser uma narração alegórica na qual o conjunto de elementos evoca outra realidade de ordem superior ou uma espécie de alegoria apresentada sob forma de uma narração, relatando fatos naturais ou acontecimentos possíveis, sempre com o objetivo de declarar ou ilustrar uma ou várias verdades.

## Na Bíblia
As parábolas são apresentadas no Antigo Testamento da Bíblia II Samuel 12: e Isaías 5:1–7, nas literaturas rabínicas e no Novo Testamento.
Nos Evangelhos sinópticos, as parábolas e ditos parabólicos proferidos por Jesus somam em torno de 40, ou seja, representam a terça parte de todas as palavras dele que foram registradas nas quatro biografias, de acordo com alguns estudiosos, tornando as parábolas uma importante característica do discurso de Jesus.
Jesus utiliza-se das parábolas para transmitir ensinamentos profundos. A despeito disso, a maioria delas sempre é marcada pela simplicidade e brevidade. Poucas delas são longas, como acontece com a Parábola dos Talentos (Mateus 25:14–30) ou a Parábola do Filho Pródigo (Lucas 11:32).
Embora, em alguns casos, Jesus transmitia a palavra de outras formas. — a Parábola dos dez mil talentos, uma soma astronômica de dinheiro — ou implicações alegóricas – maus vinicultores, que necessita de interpretação — ou ainda símiles e metáforas. As parábolas de Jesus são sempre tiradas da realidade do mundo cultural e social em que ele vivia, contadas com o propósito de transmitir verdades espirituais. É importante observar que as parábolas de Jesus são compreendidas a partir do momento que existe disposição interior para compreender o próprio Mestre.
Jesus ministrava sua mensagens com facilidade em todos os níveis sociais. Ele tinha conhecimento das mais diversas áreas da sociedade e sabia quais eram as suas necessidades. Conhecia os fariseus e os peritos na lei. Por meio de suas parábolas Jesus levou aos seus ouvintes a mensagem de salvação, conclamava a se arrependerem e a crerem. Aos crentes, desafiava-os a porem a fé em prática, exortando seus seguidores à vigilância. Quando seus discípulos tinham dificuldade para entender as parábolas, Jesus interpretava.

## Temas e classificação
As Parábolas são divididas em 3 classes:
- Parábolas verídicas – a ilustração é tirada da vida diária, portanto seu ensino pode ser reconhecido de forma universal. Ex.: os meninos que brincam na praça (Mateus 11:16–19; Lucas 7:31–32); a ovelha separada do rebanho (Parábola da Ovelha Perdida)); uma moeda perdida numa casa (Parábola da Dracma Perdida).
- Parábolas em forma de histórias – refere-se a acontecimentos passados que são centralizados diretamente em uma pessoa. Ex.: o mordomo sagaz que endireitou a sua situação depois de ter esbanjado o patrimônio do seu senhor (Parábola do Mordomo Infiel); o juiz que acabou finalmente administrando justiça como respostas às repetidas súplicas de uma viúva (Parábola do Juiz Iníquo).
- Ilustrações – são histórias que focalizam exemplos a serem imitados. Ex.: a Parábola do Bom Samaritano.

O Reino de Deus é um tema recorrente nas parábolas de Jesus. Ele estava implantando um novo Reino espiritual e todo seu enfoque estava na manifestação desse Reino, por isso muitos não o compreendiam (Mateus 13:13) por estarem com seus corações endurecidos, cheios de incredulidade.
Jesus proferiu várias parábolas referindo-se diretamente ao Reino de Deus e que, freqüentemente, revelam uma perspectiva escatológica: as sete parábolas do "Discurso das Parábolas" em Mateus 13, a Parábola do Banquete de Casamento, a Parábola das Dez Virgens e a Parábola dos Talentos.

### Ditos Parabólicos
Há também vários ditos parabólicos breves e sábios que podem ter sido circulado como provérbios nos dias de Jesus: "Médico, cura-te a ti mesmo" (Lucas 4:23); "Pode porventura um cego guiar a outro cego? Não cairão ambos no barranco?" (Lucas 6:39).

#### O Sermão da Montanha
- O Sal da terra (Mateus 5:13; Marcos 9:49–50; Lucas 14:34–35)
- A Luz do mundo (Mateus 5:14; Marcos 4:21; Lucas 8:16)
- Dos Tesouros (Mateus 6:19; Lucas 12:33–34)
- O Olho São (Mateus 6:22–23; Lucas 11:34)
- As Aves do Céu e os Lírios do Campo (Mateus 6:26; Lucas 12:24–48)
- Não podes servir a dois senhores (Mateus 6:24; Lucas 16:13)
- O Argueiro no olho (Mateus 7:3–5; Lucas 6:41–42)
- Da Profanação daquilo que é santo (Mateus 7:6)
- As Duas Estradas (Mateus 7:13–14; Lucas 13:23–24)
- Os Lobos disfarçados em ovelhas e “Pelos seus frutos...” (Mateus 7:15–20)
- A Casa edificada na rocha (Mateus 7:24–27; Lucas 6:47)

#### O Ministério na Galileia

##### Primeiro período
- Vinho Novo em Odres Velhos (Mateus 9:14–17; Marcos 2:18–22; Lucas 5:33–39)
- A seara é grande, mas os trabalhadores são poucos (Mateus 9:35–38; Marcos 6:6–34; Lucas 8:1; João 4:35)
- Dois devedores (Lucas 7:36–50)
- O Sinal de Jonas (Mateus 12:38–42; Mateus 16:1–4; Marcos 8:11–12; Lucas 11:16; João 6:40)
- Os verdadeiros parentes de Jesus (Mateus 12:46–50; Marcos 3:20–21; Lucas 8:19)

##### Discurso das Parábolas
As parábolas a seguir são conhecidas como Discurso das Parábolas:
- A Parábola do Semeador (Mateus 13:1–9; Marcos 4:1–9; Lucas 8:4–8)
- A Razão do falar em parábolas (Mateus 13:10–17; Marcos 4:10; Lucas 8:9–10; João 9:39)
- Quem tem ouvidos para ouvir, ouça (Mateus 11:15; Marcos 4:8–23; Lucas 8:8)
- A semente (Marcos 4:26–29)
- O Trigo e o joio (Mateus 13:24–30)
- Parábola do grão de mostarda (Mateus 13:31–32; Marcos 4:30; Lucas 13:18–19)
- Parábola O Fermento (Mateus 13:33; Lucas 13:20–21)
- Por que Jesus falou por parábolas (Mateus 13:34; Marcos 4:33–34)
- Parábola da Pérola (Mateus 13:45–46)
- O tesouro Escondido (Mateus 13:44)
- A Parábola da Rede (Mateus 13:47–50)
- Tesouros velhos e novos (Mateus 13:51–52)

#### No Caminho de Jerusalém
- O Bom Samaritano (Lucas 10:29–37)
- Amigo Importuno (Lucas 11:5–8)
- A Luz (Lucas 11:33; Mateus 5:15; Marcos 4:21)
- O Olho bom (Lucas 11:34; Mateus 6:22–23)
- Do Rico Insensato (Lucas 12:13–21)
- A Parábola da Figueira Estéril (Lucas 13:1–9)
- Contando o Custo (Lucas 14:28–33)
- A Ovelha perdida (Mateus 18:10–14; Lucas 15:1–7)
- O Credor Incompassivo (Mateus 18:23–35)
- A Dracma perdida (Lucas 15:8)
- O Filho Pródigo (Lucas 15:11–32)
- O Mordomo Infiel (Lucas 16:1–13)
- Parábola do Rico e Lázaro (Lucas 16:19–31)
- Servo Inútil (Lucas 17:7–10)
- O Juiz iníquo (Lucas 18:1–8)
- O Fariseu e o publicano (Lucas 18:9–14)

#### O Ministério na Judeia
- Das Riquezas (Mateus 19:23–30; Marcos 10:23–31; Lucas 18:24–30)
- Os Trabalhadores da vinha (Mateus 20:1–16)
- Os Talentos (Mateus 25:14–30; Lucas 19:11–27)

#### O Ministério Final em Jerusalém
- Os Dois filhos (Mateus 21:28–32)
- Os Lavradores maus (Mateus 21:33–46; Marcos 12:1–12; Lucas 20:9–19)
- As Bodas (Mateus 22:1–14)
- Parábola da viúva pobre (Mateus 12:41–44; Lucas 21:1–4)
- A Figueira (Mateus 24:32–36; Marcos 13:28–32; Lucas 21:29–33)
- O Dilúvio, a vigilância e o ladrão de noite (Mateus 24:37–44; Lucas 17:26–36; Lucas 12:39–40)
- O Bom servo e o mau servo (Mateus 24:45–51; Lucas 12:41–46)
- As Dez virgens (Mateus 25:1–13)
- A Exortação à vigilância (Mateus 25:13; Marcos 13:33–37; Lucas 19:19–20)
- As Ovelhas e Bodes (Mateus 25:31–46)

#### Os Discursos no Evangelho de João
O ensino de Jesus no quarto Evangelho apresenta-se em discursos e diálogos que, mesmo assim, empregam a linguagem figurada parabólica.
- O Novo nascimento (João 3:1–36)
- A Água da Vida (João 4:1–42)
- O Filho (João 5:19–47)
- O Pão da Vida (João 6:22–66)
- O Espírito vivificante (João 7:1–52)
- A Luz do Mundo (João 8:12–59)
- O Bom Pastor (João 10:1–42)
- O Discurso de despedida (de João 14 até João 17), que inclui os ditos acerca da casa do Pai (João 14:2), do caminho (João 14:6), A Videira (João 15:1–16) e das dores de parto (João 16:2).